# فريدريك أندرو لورنس
فريدريك أندرو لورنس هو سياسي كندي، ولد في 23 أبريل 1843 في كندا، وتوفي في 13 فبراير 1912. حزبياً، نشط في الحزب الليبرالي في نوفا سكوشا ‏ والحزب الليبرالي الكندي. وقد انتخب عضو مجلس نواب نوفا سكوتيا وانتخب عضو مجلس العموم الكندي.